# 河村潤子
河村 潤子（かわむら じゅんこ）は、日本の元文部科学官僚。東京都出身。文部科学省退職後日本芸術文化振興会理事長を務めた。

## 経歴
- 1979年 - 東京大学法学部卒業
- 1979年 - 文部省入省
- 1987年 - 東京工業大学研究協力課長
- 1988年 - 衆議院法制局参事
- 1992年 - 千葉市教育委員会参事
- 1997年〜2004年
  - 文部省初等中等教育局中学校課長
  - 文部省学術国際局研究助成課長
  - 文化庁芸術文化課長
  - 文部科学省科学技術・学術政策局政策課長
- 2005年 - 文部科学省科学技術・学術政策局科学技術・学術戦略官
- 2006年 - 国立高等専門学校機構理事[1]
- 2008年 - 文部科学省高等教育局私学部長
- 2011年 - 文部科学省大臣官房文教施設企画部長
- 2012年 - 文化庁次長[2]
- 2014年 - 文部科学省生涯学習政策局長[3]
- 2016年 - 国立教育政策研究所長
- 2016年 - 内閣官房内閣審議官[4]
- 2017年 - 退職
- 2018年 - 日本芸術文化振興会理事長[5]
- 2023年 - 同理事長退任

## 著書
- 新中学校教育課程講座総則